# Tractebel Engineering
Die Lahmeyer International GmbH, zwischen 31. Januar 2019 und 31. März 2025 Tractebel Engineering GmbH, ist ein Ingenieurunternehmen, das Planungs- und Beratungsleistungen erbringt. Schwerpunkt der Tätigkeit sind komplexe Infrastrukturprojekte in den Bereichen Energie, Wasser und Wasserkraft sowie Bau und Verkehr. Die international führende Ingenieurgesellschaft beschäftigt in der Lahmeyer Gruppe weltweit rund 1.500 Mitarbeiter aus über 30 Fachrichtungen. Zu den Kunden des Unternehmens zählen Regierungen, Behörden, Energieversorger, Industrieunternehmen, Investoren und internationale Finanzinstitute. Lahmeyer betreut Projekte in 165 Ländern weltweit.

## Leistungen
Die Lahmeyer Gruppe bietet Konzeptstudien, Planung, Genehmigung, Erstellung von Ausschreibungsunterlagen, Montage- und Inbetriebnahmeüberwachung und Projektsteuerung in den Bereichen:
- Energie
Energieerzeugung, Energietechnik, Thermische Kraftwerke, Stromübertragung und -verteilung, Erneuerbare Energien, Elektrotechnik und Leittechnik, Anlagen-Rehabilitierung, Betriebs- und Instandhaltungsmanagement, Privat finanzierte Projekte, Energiewirtschaft, Klimaschutz, CDM/JI, Speichertechnologien, EVU-Management
- Wasser
Wasserbau, Wasserkraft, Talsperren, Wasserressourcen- und Landentwicklung, Wasserversorgung und Abwassertechnik, Projekt- und Vertragsmanagement, Anlagenausrüstung, Geologie und Geotechnik, Untertagebau, Vermessung und Geomatik
- Bau und Verkehr
Projektmanagement für Hochbau und Infrastrukturprojekte, Beratungsleistungen im Immobilienwesen sowie Planungsleistungen für urbane Verkehrssysteme, Bahnsysteme, Verkehrstunnel, Flughafenanbindung

## Projekte
Lahmeyer engagiert sich sowohl national als auch international, einige Projektbeispiele sind:

### Energie
Zur Deckung des stetig steigenden Energiebedarfs in den Vereinigten Arabischen Emiraten hat die Dubai Electricity and Water Authority zwischen 2001 und 2011 zwei neue GuD-Kraftwerke mit Entsalzungsanlagen neben den existierenden Kraftwerksblöcken der Jebel Ali Station erbaut. Das von Lahmeyer International geplante und in Betrieb genommene Projekt „L“ gilt als eines der größten kombinierten Strom- und Meerwasserentsalzungsprojekte weltweit.
Der 2006 in Betrieb genommene Gangwon Windpark ist einer der ersten und nach wie vor der größte Windpark in Korea.
Lahmeyer International führte die gesamten Planungsleistungen für alle Projektphasen durch – von der Projektentwicklung bis hin zur Inbetriebnahme. Parallel zu diesem Projekt unterstützte das Unternehmen bei der Einführung eines Erneuerbaren Einspeisegesetz in Korea.
Lahmeyer International ist auch ein Ingenieurberater im Bereich Energieverteilung und -übertragung, insbesondere im mittleren Osten und in Afrika. Bei der Entwicklung des Stromversorgungsnetzes in der Region um Mahawi sowie bei der Verbindung der Stromnetze von ADCO/TRANSCO in Abu Dhabi/UAE zwischen 2004 und 2008 war Lahmeyer u. a. für das Projektmanagement, die Erstellung der Machbarkeitsstudien und sämtliche Planungsunterlagen sowie die Ausführungsüberwachung verantwortlich.

### Wasser und Wasserkraft
Im Jahr 1991 wurde Lahmeyer International von der Vattenfall mit den Ingenieurleistungen für das Pumpspeicherwerk Goldisthal in Thüringen beauftragt. Das Pumpspeicherwerk arbeitet mit einer Gesamtleistung von 1060 MW und gehört damit zu den größten und modernsten Anlagen seiner Art in Europa. Fertiggestellt wurde das Projekt in 2004.
Das ehemalige Naga Hammadi-Flusswehr am Nil wurde zur Bewässerung und Nahrungssicherung der angrenzenden Gebiete sowie zur Schiffbarmachung und Energieerzeugung durch eine neue Staustufe mit integrierter Wasserkraftanlage ersetzt. Das Projekt galt während der Bauphase von 1992 bis 2008 als das größte Infrastrukturprojekt in Ägypten. Lahmeyer International erbrachte als Federführer der Arbeitsgemeinschaft alle Ingenieurleistungen für das Projekt.
Aufgrund der steigenden Einwohnerzahlen und limitierten Wasserressourcen herrscht oft starke Wasserknappheit in der Hauptstadt von Burkina Faso, Ouagadougou. Seit Mitte der 1980er Jahre setzt sich Lahmeyer International mit technischer Beratung und Ingenieurdienstleistungen für den Ausbau der Wasserversorgung in Ouagadougou ein. Das Projekt ist mit Hilfe von mehr als 12 internationalen Investoren im Jahr 2006 erfolgreich abgeschlossen worden.

### Bau und Verkehr
Der Hauptbahnhof Berlin (früher: Lehrter Bahnhof) ist der größte Kreuzungsbahnhof Europas und wurde für 220.000 Reisende pro Tag konzipiert. Als führendes Beratungsunternehmen erbrachte Lahmeyer die Projektsteuerung und technische Beratungsleistungen von 1995 bis 2005.
Im Rahmen eines Projekts für den Bau des 50 km langen Eurotunnels unter dem Ärmelkanal zwischen England und Frankreich von 1986 bis 1998, beteiligte sich Lahmeyer u. a. an der Überprüfung und Beurteilung der Entwurfskonzeption, der Beurteilung des Bauvertrags, der technischen und vertraglichen Risiken sowie der Beratung in Fragen des Projektmanagements. Der Kanaltunnel zählt zu den größten Ingenieurbauwerken Europas.

## Lahmeyer Gruppe
Lahmeyer hält Beteiligungen an mehreren inländischen und ausländischen Unternehmen. Diese Firmen werden zur Lahmeyer Gruppe zusammengefasst und bearbeiten eigene Schwerpunkte wie Bauüberwachung, Wasserbau oder regionale Märkte. Gemeinsames Merkmal der Unternehmen ist der rote Punkt im Logo.

### Inländische Unternehmensbeteiligungen
- Deutsche Offshore Consult GmbH[19]

### Ausländische Unternehmensbeteiligungen
- Lahmeyer International Botswana (Pty.) Ltd.
- Consulting Engineers Lahmeyer Nigeria Ltd. (Nigeria)

## Geschichte
Das Unternehmen wurde 1966 als Ingenieurberatung vom Energieunternehmen Lahmeyer AG gegründet, die wiederum auf die 1893 von Wilhelm Lahmeyer gegründete Elektrizitäts-AG vormals W. Lahmeyer & Co. zurückgeht. Die RWE, unter Beteiligung der Elektrizitäts-AG vormals W. Lahmeyer & Co. gegründet, war lange Zeit der Hauptgesellschafter der Lahmeyer International. 2007 erwarb der Private-Equity-Investor Capiton 90 % des Unternehmens von der SAG GmbH (einer Tochter der RWE Solutions); den Rest erwarb das Management. 2014 erwarb Tractebel Engineering (Belgien) die Lahmeyer Gruppe von Capiton. Tractebel Engineering gehört zum französischen Energieversorgungsunternehmen Engie.
Lahmeyer International ist am 19. April 2010 der Desertec Industrieinitiative Dii GmbH als Associated Partner beigetreten.

## Kritik

### Lesotho
Im Jahre 2003 befand ein Gericht in Lesotho die Firma Lahmeyer International als eines von mehreren Unternehmen für schuldig, im Zusammenhang mit der zum Lesotho Highlands Water Project gehörigen Katse-Talsperre Schmiergelder gezahlt zu haben. In der Folge wurde LI von der Weltbank 2006 für sieben Jahre auf eine „Schwarze Liste“ gesetzt und von allen Weltbank-Aufträgen ausgeschlossen. Die 2007 von der Europäischen Bank für Wiederaufbau und Entwicklung aus demselben Grund gegen LI verhängte Sperre wurde am 3. März 2008 aufgehoben. Um sich für eine vorzeitige Beendigung der Weltbanksperre zu qualifizieren, wurden umfangreiche Projektaudits durchgeführt und ein umfassendes Antikorruptionsprogramm (siehe Compliance) eingeführt. Im Zuge dieser positiven Entwicklung hat die Weltbank die Sperre zum 11. August 2011 vorzeitig aufgehoben. Damit ist Lahmeyer International das erste Unternehmen weltweit, welches den Compliance-Prozess der Weltbank erfolgreich durchlaufen hat und dessen Sperre frühzeitig aufgehoben wurde. Weitere Entwicklungsbanken, welche Lahmeyer als Reaktion auf die Weltbanksperre ebenfalls gesperrt hatten, haben den Ausschluss des Unternehmens bereits im Vorhinein aufgehoben.

### Merowe-Staudamm Projekt
Gegen zwei Lahmeyer-Mitarbeiter hat die NGO European Center for Constitutional and Human Rights im Mai 2010 bei der Staatsanwaltschaft Frankfurt am Main eine Anzeige wegen Herbeiführung einer Überschwemmung eingereicht. Konkret geht es um die Schließung zweier Schleusentore des Merowe-Staudamm im Sudan 2006 und 2008, zu der die Bevölkerung, durch lokale Behörden und das Unternehmen, nicht ausreichend informiert worden sein soll. Die Folge war die Überflutung mehrerer Dörfer. Demgegenüber steht ein umfangreiches projektbegleitendes Umsiedlungs- und Entschädigungsprogramm, welches den Anwohnern eine neue und verbesserte Lebensgrundlage ermöglichen soll. Der Merowe-Staudamm liefert Energie und Wasser für bessere Lebensverhältnisse im Sudan. Einer der angezeigten Mitarbeiter gab an, dass nach Kenntnis des Unternehmens die Bevölkerung durch die lokalen Behörden rechtzeitig informiert wurde, immerhin sei es generell die Aufgabe der Behörden und nicht eines am Projekt beteiligten Ingenieur-Consulting-Unternehmens über Schließung von Schleusentoren zu informieren. Ende August 2011 gab die Staatsanwaltschaft Frankfurt/Main bekannt, dass sie ein Ermittlungsverfahren eingeleitet hat, und nun untersuche, ob die Vorwürfe gerechtfertigt sind. Im Jahr 2015 ist das Verfahren noch immer anhängig.